# Личаково
Лича́ково (рос. Лычаково) — присілок у складі Лузького району Кіровської області, Росія. Входить до складу Лузького міського поселення.
Населення становить 20 осіб (2010, 31 у 2002).
Національний склад станом на 2002 рік — росіяни 100 %.